# Michalovy Hory
Michalovy Hory (deutsch Michelsberg, früher auch Michaelsberg) ist eine Ortschaft in der Gemeinde Chodová Planá im Okres Tachov in Tschechien.

## Geographische Lage
Die Ortschaft liegt im westlichen Böhmen am linken Ufer des Kosový potok (Wunschelbach) in einer Hügellandschaft des Tepler Hochlandes nördlich der Stadt Planá u Mariánských Lázní (deutsch Plan). Nördlich erhebt sich der Lazurový vrch (Lazurberg, 650 m n.m.).

## Geschichte

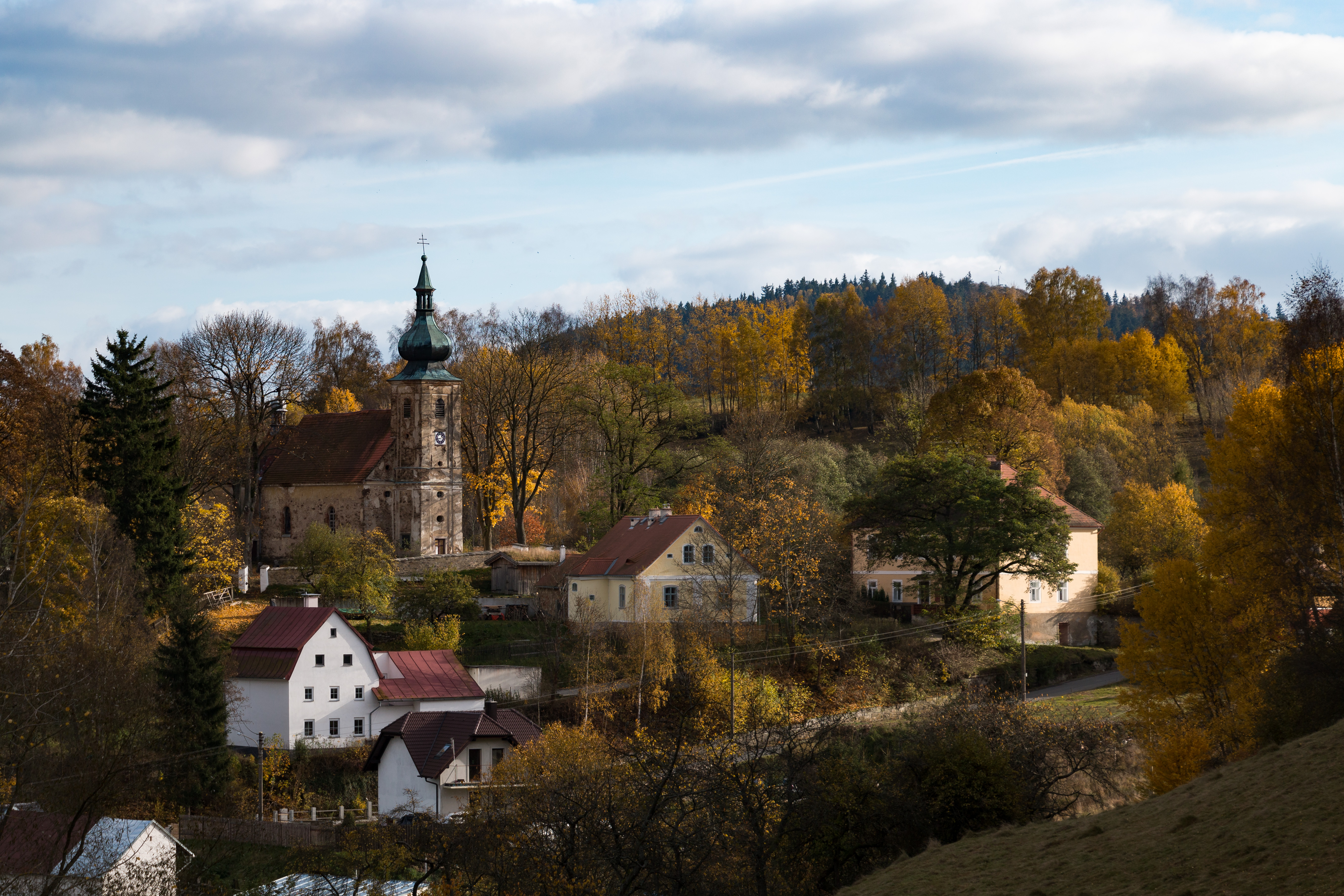
Ortskern mit Michaelskirche

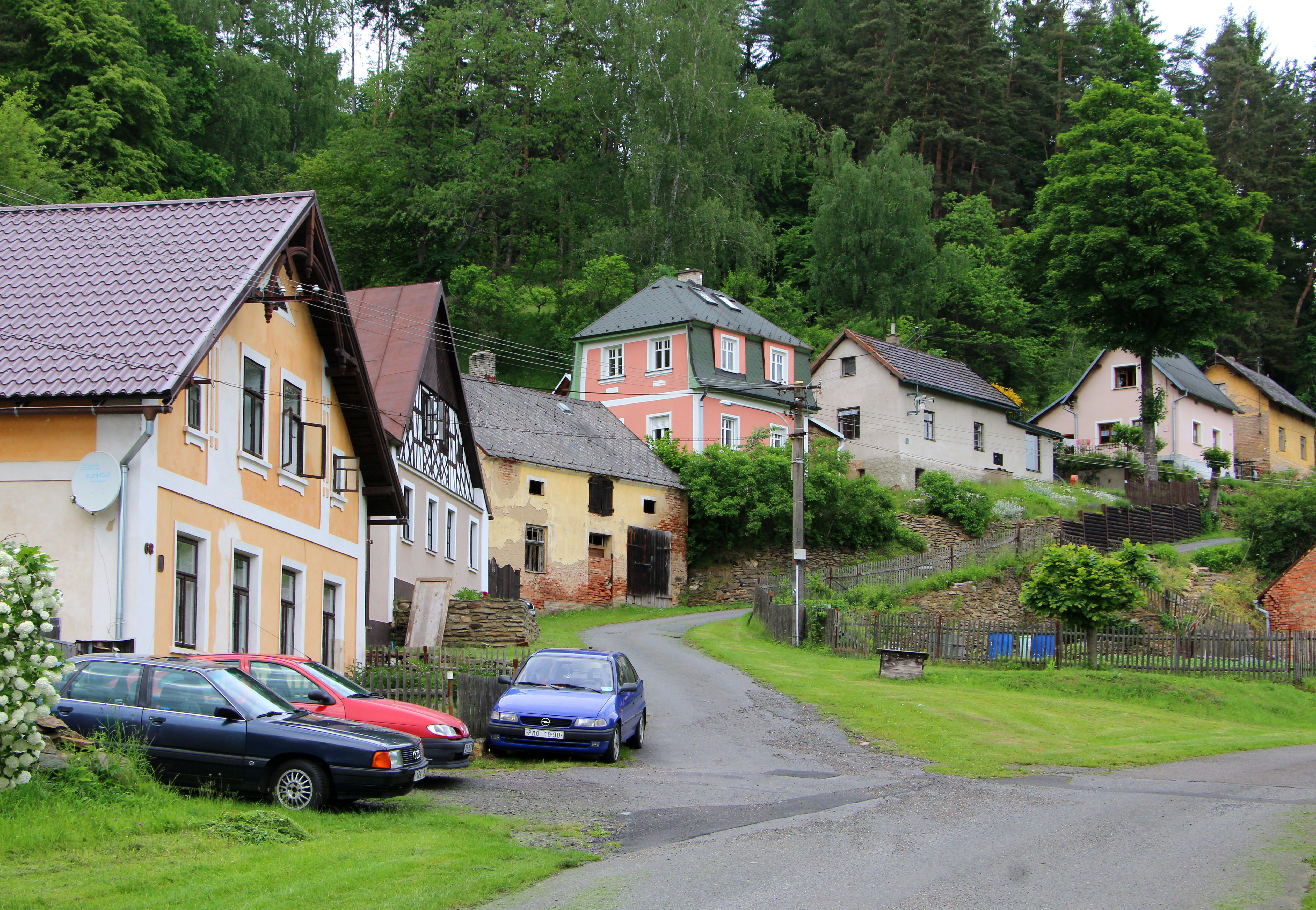
Straßenzug in dem ehemaligen Bergwerksort

In dem ehemaligen Bergwerksort Porschitschi (Poříčí) wurde bereits ergiebiger Bergbau betrieben, bevor er von den Hussiten zerstört wurde. Die Besitzer der Herrschaft Plan, zu der im 14. Jahrhundert auch Porschitschi gehörte, unterhielten noch 1340 die Burg Michalšperk auf dem benachbarten Lazurberg, von der in der Neuzeit nur Ruinenreste übriggeblieben sind. 1437 erfolgte die erste urkundliche Erwähnung des Bergreviers, als König Sigismund seinen Kanzler Kaspar Schlick damit belehnte.
Der Bergflecken Michaelsberg wurde um 1500 von deutschen Bergleuten an der Stelle des erloschenen Porschitschi neu angelegt und 1505 erstmals schriftlich erwähnt. Seine Blütezeit erlebte Michaelsberg, das sich zuvor im Besitz zweier Brüder der Familie von Seeberg und des Zdislav Berka von Dubá befunden hatte, am Anfang des 16. Jahrhunderts, als es in den Besitz des Grafen Moritz, Sohn des Stefan Schlick, überging. Ihm bestätigte König Ludwig II. die bereits den Vorbesitzern gewährte Bergfreiheit mit der Begünstigung, die gewonnenen Metalle aller Art auf beliebige Weise verwerten zu dürfen. 
Den ältesten Verleihungsbüchern zufolge hatte Graf Moritz Schlick 1542 hier eine Zeche und einen tiefen Stollen am Lazurberg in Betrieb. Hier wurde aus dem Bergwerk ‚Glück mit Freuden‘ der größte Teil des Silbers gewonnen, aus dem die Grafen Schlick ihre Münzen prägen ließen. 1593 wurde Michaelsberg zum Bergstädtchen erhoben. Im Jahr 1660 wurde dem Städtchen vom Grafen Franz Ernst Schlick ein eigenes Wappen und die Befugnis, mit grünem Wachs zu siegeln, verliehen.
Viele Bürger Michelsbergs hatten sich der Reformation angeschlossen. Als nach der Schlacht am Weißen Berg die meisten Protestanten Böhmen verlassen mussten, führte dies in Michelsberg zu Schließung von Gruben und zu einer damit einhergehenden wirtschaftlichen Rezession. Neben Silbererz wurden in den Bergwerken ehemals u. a. auch Bleierz, Nickelerz, Kupfererz, Kobalt und Spießglanz abgebaut. Bei dem Ort befinden sich zwei eisenhaltige Mineralquellen. Der Bergbau kam in der ersten Hälfte des 19. Jahrhunderts zum Erliegen. Ein Großteil der Männer verdingte sich Ausland als Bauhandwerker, und die jungen Leute gingen den Sommer über im benachbarten Marienbad einer Arbeit nach. Weitere Erwerbsquellen boten außerdem die Spitzenklöppelei, eine Saitenfabrik und eine Papierfabrik.
Nach der Aufhebung der Patrimonialherrschaften bildete Michelsberg ab 1850 eine Marktgemeinde im altböhmischen Pilsner Kreis und Gerichtsbezirk Plan. 1853 erhielt der Ort die vollen Stadtrechte. Ab 1868 war die Stadt Teil des neu gebildeten Bezirks Plan. Nach dem Ersten Weltkrieg wurde Michelsberg 1919 der neu geschaffenen Tschechoslowakei zugeschlagen. Aufgrund des Münchner Abkommens gehörte Michelsberg von
1938 bis 1945 zum Landkreis Tachau, Regierungsbezirk Eger, im Reichsgau Sudetenland des Deutschen Reichs. 
Nach Ende des Zweiten Weltkriegs wurde die deutsche Bevölkerung aus der Region und der Stadt vertrieben. 1950 wurde Michalovy Hory dem Okres Mariánské Lázně zugeordnet. Im Zuge der Gemeindegebietsreform wurden 1961 die Dörfer Boněnov, Domaslavičky, Hostíčkov und Výškovice nach Michalovy Hory eingemeindet, zugleich wurde die Gemeinde Teil des Okres Tachov. Am 1. Januar 1980 wurde Michalovy Hory nach Chodová Planá eingemeindet. Die Zahl der Wohnhäuser ging seit der Mitte des 19. Jahrhunderts stetig zurück; von 162 (1869) auf 115 (1950) und 39 (2001).

### Demographie
| Jahr | Einwohner | Anmerkungen                                        |
| ---- | --------- | -------------------------------------------------- |
| 1785 | 0 k. A.   | 137 Häuser                                         |
| 1830 | 856       | in 160 Häusern, nach anderen Angaben 850 Einwohner |
| 1837 | 0898      | in 160 Häusern                                     |
| 1855 | 1.200     | [ 9 ]                                              |
| 1869 | 0927      | [ 4 ]                                              |
| 1880 | 0923      | [ 4 ]                                              |
| 1890 | 0853      | [ 4 ]                                              |
| 1900 | 0819      | [ 4 ]                                              |
| 1910 | 0776      | [ 4 ]                                              |
| 1921 | 0769      | davon 765 deutsche Einwohner                       |
| 1930 | 0724      | [ 11 ]                                             |
| 1939 | 0626      | [ 11 ]                                             |

| Jahr      | 1950 | 1961 | 1970 | 1980 | 1991 | 2001 |
| Einwohner | 80   | 200  | 153  | 85   | 47   | 70   |

## Wappen
Das 1660 verliehene Stadtwappen zeigte den mit dem Drachen kämpfenden Erzengel Michael und darunter die gewöhnlichen Bergwerksinsignien (Hammer etc.).

## Söhne und Töchter des Orts
- Adolf Johann Heisinger (1808–1859), Geistlicher, Abt des Klosters Geras seit 1852[12]

## Ortsansichten

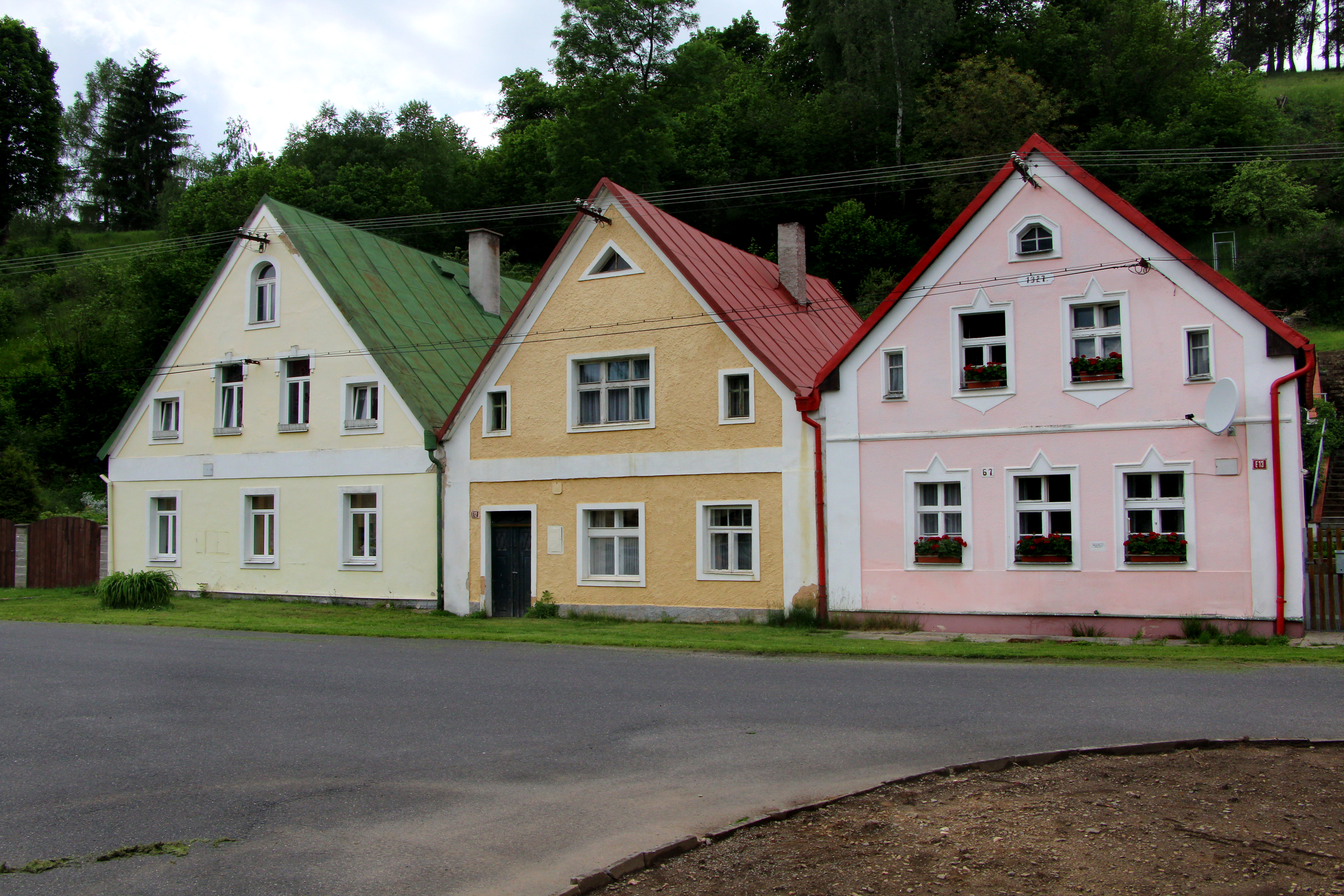
Reihenhäuser
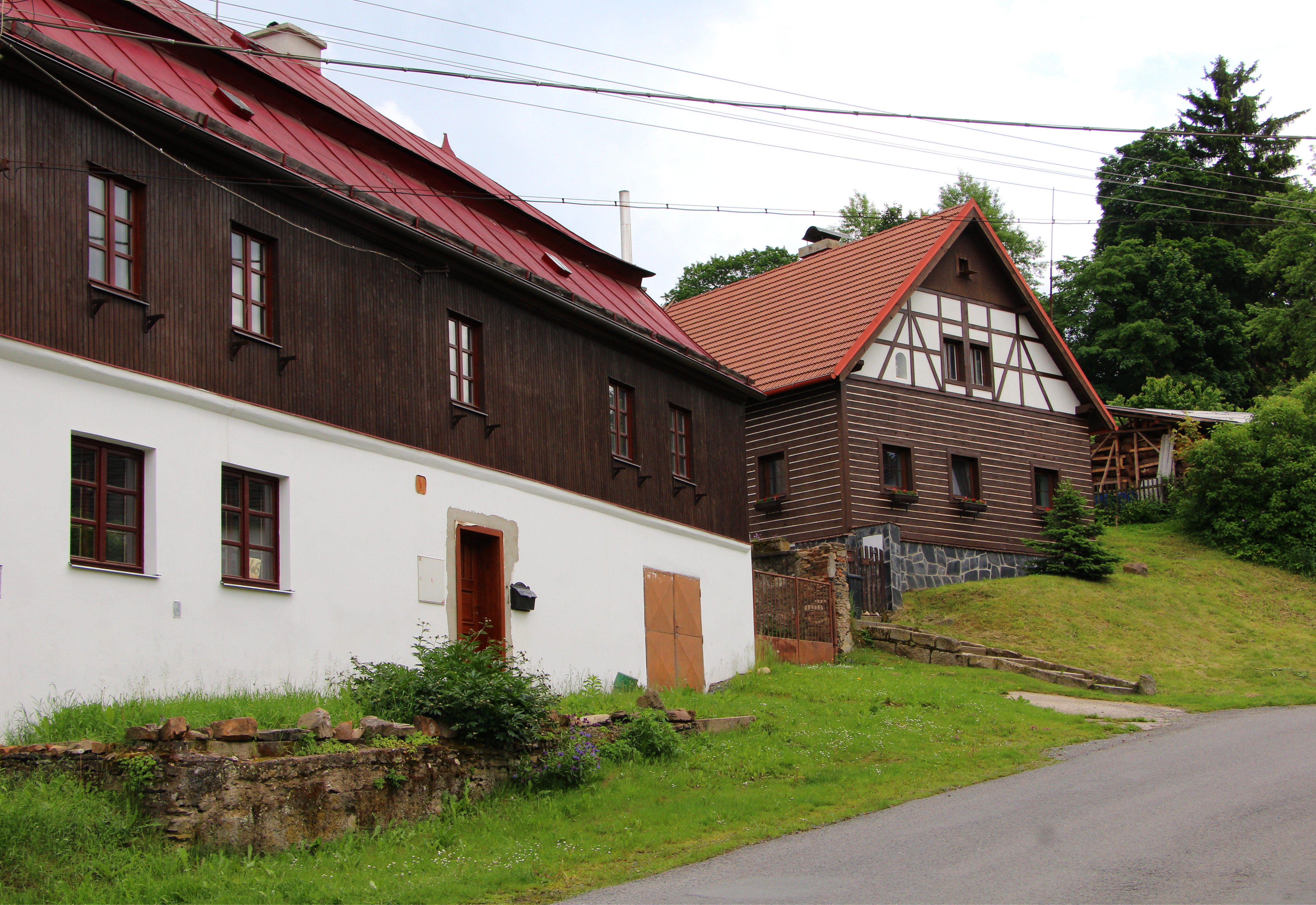
Wohngebäude
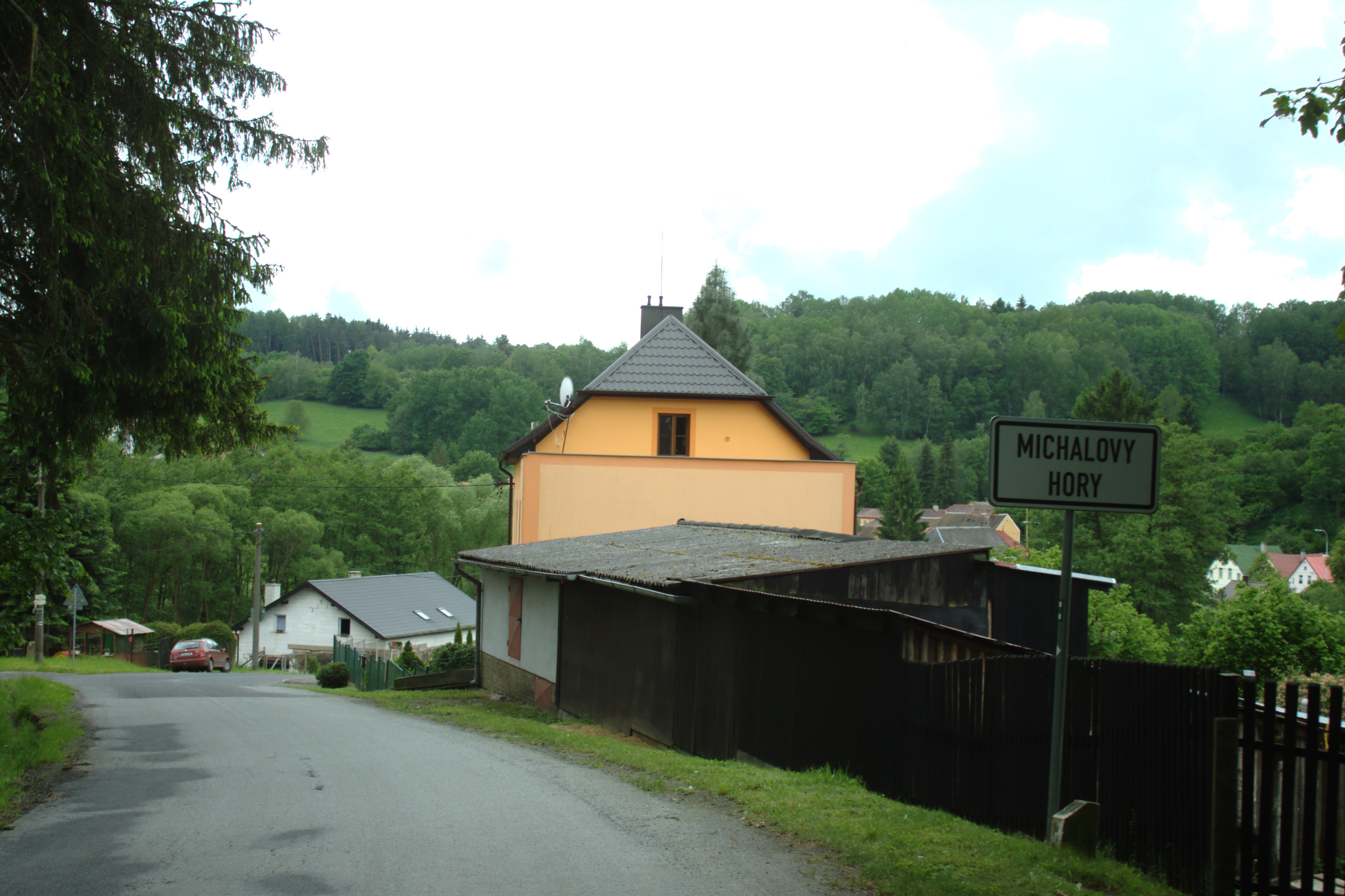
Teil der Hauptstraße
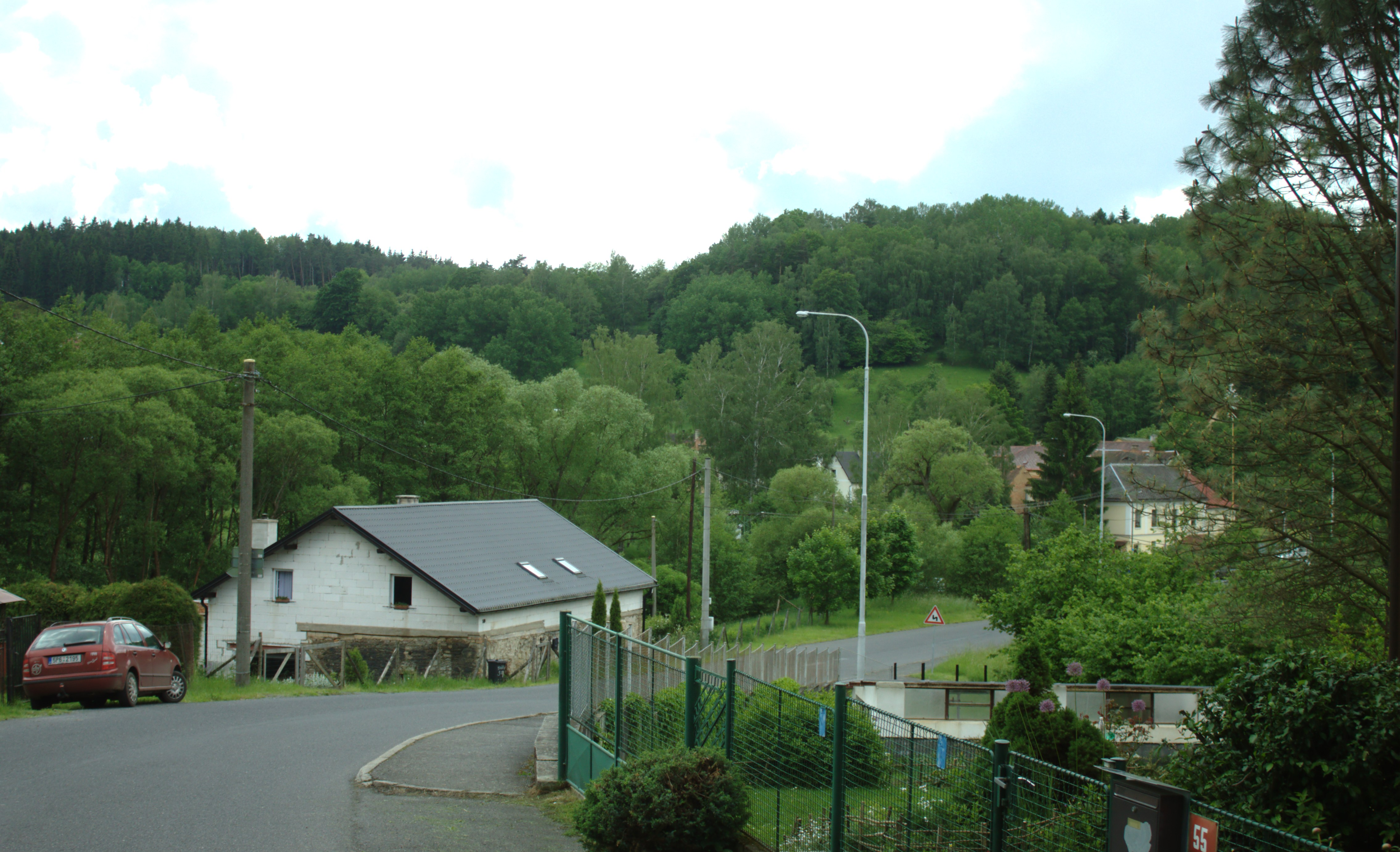
Teil der Hauptstraße
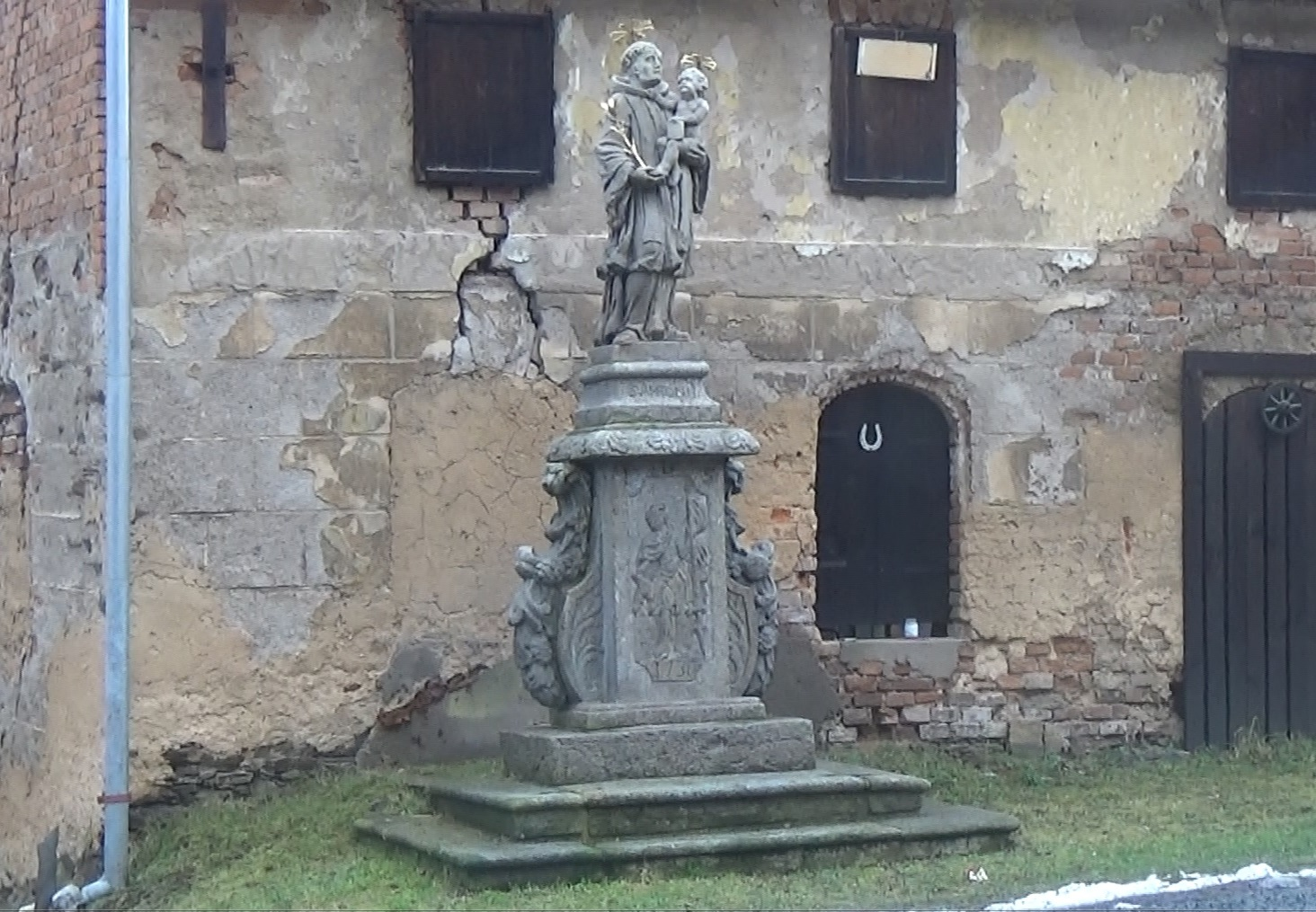
St.-Antonius-Statue